# Mindy Kaling
Mindy Kaling, nome d'arte di Vera Mindy Chokalingam (Cambridge, 24 giugno 1979), è un'attrice e scrittrice statunitense.
È la creatrice e star della sit-com The Mindy Project di Fox e Hulu, ed è anche produttrice esecutiva e scrittrice per lo show. È anche conosciuta per il suo lavoro nella sit-com della NBC The Office, dove ha interpretato il personaggio di Kelly Kapoor e ha lavorato come produttrice esecutiva, sceneggiatrice e regista.

## Biografia
Kaling è nata a Cambridge da un architetto e una ostetrica bengalese. Entrambi i genitori di Kaling sono Hindus dall'India. La famiglia emigrò dalla Nigeria agli Stati Uniti nel 1979, lo stesso anno in cui Kaling è nata. La madre di Kaling è morta di tumore del pancreas nel 2012. Kaling ha un fratello maggiore, attivista anti-azione-positiva, Vijay Jojo Chokalingam.
Kaling si è diplomata presso la Buckingham Browne & Nichols, una scuola privata a Cambridge (Massachusetts), nel 1997.
L'anno seguente entrò al Dartmouth College, dove ha fatto parte della compagnia comica di improvvisazione "The Dog Day Players" e del gruppo a cappella "The Rockapellas". Creatrice della striscia a fumetti "Badly Drawn Girl" nel The Dartmouth (quotidiano dell'università), e scrittrice per Dartmouth Jack-O-Lantern (rivista umoristica dell'università). Kaling si è laureata da Dartmouth nel 2001 con un diploma di laurea in drammaturgia. Ha studiato lettere classiche per gran parte dell'università, studiando Latino, che lei non aveva più studiato dalla seconda media.

### Carriera cinematografica
A 19 anni, mentre era al secondo anno di studi al Dartmouth, fece per breve tempo la stagista nel Late Night with Conan O'Brien. Dopo l'università, Kaling si trasferì a Brooklyn. Kaling disse che una delle sue peggiori esperienze di lavoro era stata quella di assistente di produzione per tre mesi nello show di John Edward nel Crossing Over With John Edward. Lei lo ha definito come "deprimente". Durante questo stesso periodo ha fatto cabaret a New York City.
Nell'agosto 2002 la Kaling ha interpretato Ben Affleck in uno spettacolo off Broadway chiamato "Matt & Ben", che ha co-scritto con la sua migliore amica dell'università, Brenda Withers, che ha interpretato Matt Damon. Lo spettacolo è stato inserito dalla rivista Time tra i "Top Dieci Eventi teatrali dell'anno", è stato un "surprise hit" al New York International Fringe Festival nel 2002. Inizialmente, Withers e Kaling avevano, per il loro divertimento, beffardamente finto di essere i migliori amici Matt Damon e Ben Affleck. Questa finzione ha generato "Matt & Ben", uno spettacolo giocherellone che reimmagina come Damon e Affleck sono arrivati a scrivere il film Will Hunting - Genio ribelle".
La Kaling tiene un blog chiamato Things I've Bought That I Love, che è riemerso sul suo sito il 29 settembre 2011. Il blog è stato scritto sotto lo pseudonimo di Mindy Ephron, "un nome che la Kaling ha scelto perché era divertita dall'idea di lei come sorella indiana-americana a lungo perduta di Nora Ephron".

#### The Office

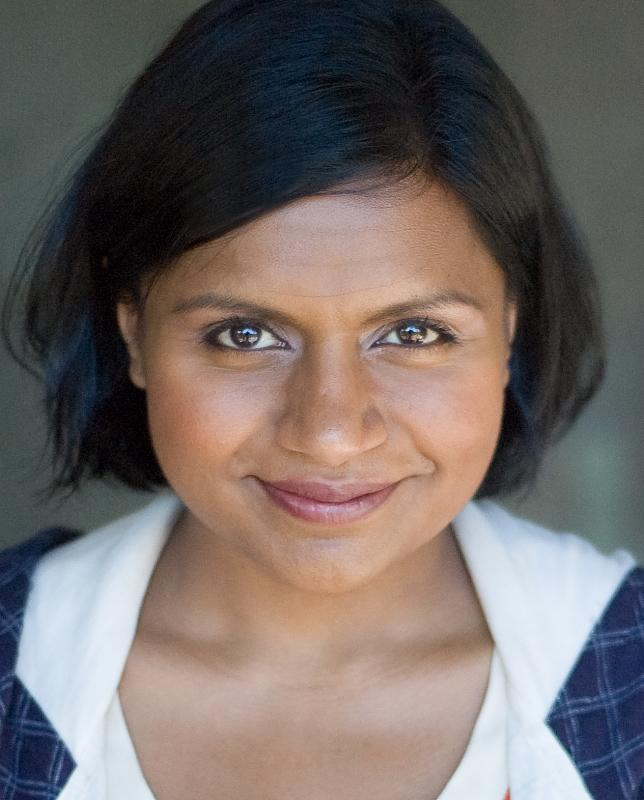
Kaling nel 2008

Nel 2004, quando il produttore Greg Daniels stava lavorando all'adattamento di The Office dallo show omonimo della BBC, ha assunto Kaling come autrice dopo aver letto un soggetto che lei aveva scritto. "Lei è molto originale ... Se qualcosa sembra fasullo, pigro o fuori moda lei ci si butta sopra."
Quando è entrata in The Office aveva 24 anni ed era l'unica donna in un gruppo di otto persone. Ha preso il ruolo del personaggio Kelly Kapoor, debuttando nel secondo episodio della serie, "Integrazione". Ha scritto almeno 22 episodi, incluso "Niagara", per cui è stata co-candidata per un Emmy con Greg Daniels. Kaling ha scritto e diretto l'episodio web "Subtle Sexuality" nel 2009.
In una intervista del 2007 con The A.V. Club, ha dichiarato che Kelly è ...una versione esagerata di ciò che penso gli scrittori di livello superiore credono sia la mia personalità. Dopo l'episodio "Diwali" Kaling apparve con Daniels su Fresh Air di NPR.
Kaling ed i suoi colleghi scrittori e produttori di The Office sono stati candidati per cinque volte consecutive per il Primetime Emmy Award per la miglior serie comica. Nel 2010 ha ricevuto una candidatura anche per la Migliore Scrittura in una Serie Comica con Greg Daniels per l'episodio "Niagara".

#### The Mindy Project
Nel 2012 la Kaling ha lanciato una commedia a telecamera singola per Fox chiamata The Mindy Project, che è stata scritta e prodotta da lei. Fox iniziò a trasmettere la serie a partire dal 2012. Kaling nota che lei è talvolta descritta come un pioniere, in quanto non vi sono ancora molte donne indiane-americane in televisione. La serie è stata cancellata dalla Fox a maggio 2015 ma è stata successivamente ripresa da Hulu per una quarta stagione di 26 episodi.

#### Altri lavori
Le apparizioni televisive di Mindy Kaling includono un episodio del 2005 della serie tv Curb Your Enthusiasm, in cui recita il ruolo dell'assistente di Richard Lewis. È anche sul CD Comedy Death-Ray e scrisse parti di un episodio di Saturday Night Live nell'Aprile del 2006.
Dopo il suo debutto cinematografico nel film 40 anni vergine con Steve Carell, Kaling è apparsa nel film 
Mi sono perso il Natale come cameriera. Nel 2007 ha ricoperto una piccola parte nel film Licenza di matrimonio con colleghi attori di The Office John Krasinski, Angela Kinsey, e Brian Baumgartner. Kaling era nel film del 2009 Una notte al museo 2 - La fuga come guida turistica e ha doppiato Taffyta Muttonfudge nel film animato della Disney Ralph Spaccatutto. Nel 2011 ha interpretato il ruolo di Shira, un medico che è compagno di stanza e collega della protagonista Emma (interpretato da Natalie Portman) in Amici, amanti e.... Kaling è anche apparsa come Vanetha nel film The Five-Year Engagement (2012). Ha dato voce a Disgusto nel film animato del 2015 Inside Out.
Nel 2017, NBC ha creato la serie Champions, di cui Kaling è stata co-autrice, sceneggiatrice, e produttrice, oltre ad aver avuto un ruolo ricorrente come co-star. Venne cancellato dopo una sola stagione. Nel 2018 ha recitato nella parte di Mrs. Who in A Wrinkle in Time (Nelle pieghe del tempo), il secondo adattamento live-action della Disney, dopo quello del 2003, dell'omonimo romanzo del 1962 di Madeleine L'Engle, e ha preso parte pure a Ocean's 8, la versione "tutta al femminile" del film di successo del 2001 Ocean's Elven, assieme a un casto ricco di stelle del calibro di Helena Bonham Carter, Sandra Bullock, Cate Blanchett, Anne Hathaway, Awkwafina e Rihanna.
Nel 2020, ha creato la serie Netflix Never Have I Ever, in Italiano Non ho mai..., una commedia parzialmente basata sulla propria gioventù mentre cresceva nei sobborghi di Boston e che infatti tratta di una studentessa Indio-Americana, che frequenta il liceo, interpretata da  Maitreyi Ramakrishnan, mentre deve affrontare la morte di suo padre. La serie termine dopo 4 stagioni 
Nel febbraio 2021, HBO Max ha annunciato uno spin-off rivolto a un pubblico adulto del noto cartone animato  Scooby-Doo spin-off intitolato Velma, con Kaling come produttore e voce del personaggio principale che da il nome all'intero progetto. Uscita il 12 gennaio 2023, è stata accolta molto negativamente da pubblico e critica. 

### Scritti
Nel 2011 ha pubblicato un libro di memorie, Is Everyone Hanging Out Without Me? (And Other Concerns). Il suo secondo libro, Why Not Me?, copre i tanti eventi che sono accaduti nella sua vita dal 2011 ed è stato pubblicato il 15 settembre 2015.

## Vita privata
Quando Kaling ha iniziato a fare cabaret, i presentatori non riuscivano mai a pronunciare il suo cognome, Chokalingam, e se ne prendevano gioco. Si risolse così a cambiarlo in Kaling. Smise di fare cabaret perché le toglieva molto più tempo di quello che aveva. È andata in tour da sola e con Craig Robinson prima che lui fosse in The Office.
Kaling ha detto che non ha mai visto una famiglia come la sua in TV e questo le ha dato una duplice prospettiva che usa nella sua scrittura. La "mentalità tutti contro di me" è quello che pensa di aver imparato come figlia di immigrati. Ama leggere libri di Jhumpa Lahiri. In onore di questa scrittrice ha chiamato Mindy Lahiri il suo personaggio nella serie tv The Mindy Project, di cui è creatrice e protagonista.
Kaling è una indù. Vive a West Hollywood ed è un'amica intima di B. J. Novak, sua co-star in The Office. Novak è anche il padrino dei due figli di Kaling.

## Filmografia

### Attrice

#### Cinema
- 40 anni vergine (The 40 Year-Old Virgin), regia di Judd Apatow (2005)
- Mi sono perso il Natale (Unaccompanied Minors), regia di Paul Feig (2006)
- Licenza di matrimonio (License to Wed), regia di Ken Kwapis (2007)
- Una notte al museo 2 - La fuga (Night at the Museum: Battle of the Smithsonian), regia di Shawn Levy (2009)
- Amici, amanti e... (No Strings Attached), regia di Ivan Reitman (2011)
- The Five-Year Engagement, regia di Nicholas Stoller (2012)
- Facciamola finita, (This Is the End), regia di Evan Goldberg, Seth Rogen (2013)
- Sballati per le feste! (The Night Before), regia di Jonathan Levine (2015)
- Nelle pieghe del tempo (A Wrinkle in Time), regia di Ava DuVernay (2018)
- Ocean's 8, regia di Gary Ross (2018)
- E poi c'è Katherine (Late Night), regia di Nisha Ganatra (2019)
- Locked Down, regia di Doug Liman (2021)

#### Televisione
- Curb Your Enthusiasm – serie TV, episodio 5x05 (2005)
- The Office – serie TV, 174 episodi (2005–2013)
- The Mindy Project – serie TV, 117 episodi (2012–2017)
- Sesamo apriti (Sesame Street) – serie TV, episodio 45x05 (2014)
- I Muppet (The Muppets) – serie TV, episodio 1x10 (2015)
- C'è sempre il sole a Philadelphia (It's Always Sunny in Philadelphia) – serie TV, episodio 13x01 (2018)
- Champions – serie TV, 5 episodi (2018)
- The Morning Show – serie TV, 3 episodi (2019)
- Friends: The Reunion, regia di Ben Winston - special TV (2021)

### Sceneggiatrice
- The Office – serie TV, episodi 7x11-7x12 (2010)
- E poi c'è Katherine (Late Night), regia di Nisha Ganatra (2019)
- Non ho mai... (Never Have I Ever) – serie TV (2020)

### Doppiatrice
- Cattivissimo me (Despicable Me), regia di Pierre Coffin e Chris Renaud (2011)
- Ralph Spaccatutto (Wreck-It Ralph), regia di Rich Moore (2012)
- Inside Out, regia di Pete Docter, Ronnie del Carmen (2015)
- Il primo appuntamento di Riley (Riley's First Date?), regia di Josh Cooley (2015) - Cortometraggio
- Ralph spacca Internet (Ralph Breaks the Internet), regia di Rich Moore e Phil Johnston (2018)
- Monsters & Co. la serie - Lavori in corso! (Monsters at Work), regia di Stephen J. Anderson, Rob Gibbs e Kate Good (2021) - Serie TV
- Velma, regia di Charlie Grandy (2023) - Serie TV

## Riconoscimenti
Nel 2013, Entertainment Weekly ha identificato Kaling come una delle "50 Coolest and Most Creative Entertainers" a Hollywood. Nello stesso anno Kaling è stata riconosciuta dal Time come una delle 100 persone più influenti nel mondo.
| Anno | Gruppo                            | Premio                                                    | Stato     | Film/Serie TV     |
| ---- | --------------------------------- | --------------------------------------------------------- | --------- | ----------------- |
| 2005 | Writers Guild of America Awards   | New series                                                | Candidato |                   |
| 2005 | Writers Guild of America Awards   | Comedy series                                             | Candidato |                   |
| 2006 | Screen Actors Guild Awards        | Outstanding Performance by an Ensemble in a Comedy Series | Vinto     |                   |
| 2006 | New Series                        | Comedy series                                             | Vinto     |                   |
| 2007 | Primetime Emmy Awards             | Outstanding Comedy Series                                 | Candidato |                   |
| 2007 | Screen Actors Guild Awards        | Outstanding Performance by an Ensemble in a Comedy Series | Vinto     |                   |
| 2007 | New Series                        | Episodic Comedy – for episode Local Ad                    | Candidato |                   |
| 2007 | New Series                        | Comedy series                                             | Candidato |                   |
| 2007 | Asian Excellence Awards           | Supporting Television Actress                             | Vinto     |                   |
| 2008 | Primetime Emmy Awards             | Outstanding Comedy Series                                 | Candidato |                   |
| 2008 | Screen Actors Guild Awards        | Outstanding Performance by an Ensemble in a Comedy Series | Candidato |                   |
| 2008 | New Series                        | Comedy series                                             | Candidato |                   |
| 2009 | Primetime Emmy Awards             | Outstanding Comedy Series                                 | Candidato |                   |
| 2009 | Prism Awards                      | Performance in a Comedy Series                            | Candidato |                   |
| 2010 | Primetime Emmy Awards             | Outstanding Comedy Series                                 | Candidato |                   |
| 2010 | Primetime Emmy Awards             | Outstanding Writing for a Comedy Series, "Niagara"        | Candidato |                   |
| 2012 | Writers Guild of America Awards   | New series                                                | Candidato | The Mindy Project |
| 2012 | Peoples Choice Awards             | Favorite New TV Comedy                                    | Candidato | The Mindy Project |
| 2012 | Critics' Choice Television Awards | Most Exciting New Series                                  | Vinto     | The Mindy Project |
| 2013 | Gracie Awards                     | Outstanding Producer – Entertainment                      | Vinto     | The Mindy Project |
| 2013 | NAACP Image Award                 | Outstanding Comedy Series                                 | Candidato | The Mindy Project |
| 2013 | TCA Awards                        | Outstanding New Program                                   | Candidato | The Mindy Project |
| 2013 | Teen Choice Awardss               | Choice TV: Breakout Show                                  | Candidato | The Mindy Project |
| 2013 | Teen Choice Awardss               | Choice TV Actress: Comedy                                 | Candidato | The Mindy Project |
| 2014 | Gracie Awards                     | Outstanding Female Actor in a Leading Role in a Comedy    | Vinto     | The Mindy Project |
| 2014 | NAACP Image Award                 | Outstanding Comedy Series                                 | Candidato | The Mindy Project |
| 2014 | TCA Awards                        | Outstanding Achievement in Comedy                         | Candidato | The Mindy Project |
| 2014 | TCA Awards                        | TCA Award for Individual Achievement in Comedy            | Candidato | The Mindy Project |
| 2015 | Satellite Awards                  | Migliore attrice in una serie commedia o musicale         | Vinto     | The Mindy Project |

## Doppiatrici italiane
Nelle versioni in italiano delle opere in cui ha recitato, Mindy Kaling è stata doppiata da:
- Monica Migliori in 40 anni vergine, Amici, amanti e...
- Valeria Vidali in Licenza di matrimonio, Facciamola finita
- Francesca Rinaldi in The Five-Year Engagement
- Gemma Donati ne I Muppet
- Lidia Perrone in The Office
- Gea Riva in The Mindy Project
- Laura Lenghi in Nelle pieghe del tempo
- Tatiana Dessi in Ocean's 8
- Ilaria Latini in E poi c'è Katherine
- Sara Imbriani in The Morning Show

Da doppiatrice è sostituita da:
- Veronica Puccio in Inside Out, Monsters & Co. la serie - Lavori in corso!
- Gemma Donati in Ralph Spaccatutto, Ralph spacca Internet